# Гордон, Бенджамин
Бенджамин «Бен» Гордон (англ. Ben Gordon; 4 апреля 1983, Лондон, Англия) — американо-британский баскетболист, проведший 11 сезонов в Национальной баскетбольной ассоциации. Играл на позиции атакующего защитника.

## Биография

### Ранние годы
Гордон родился в Лондоне в семье выходцев с Ямайки, через год после его рождения семья переехала в Маунт-Вернон, штат Нью-Йорк. В старшей школе вместе с школьной командой «Маунт-Вернон Найтс» становился чемпионом штата.
В 2001 году поступил в Университет Коннектикута, был лидером баскетбольной команды университета «Коннектикут Хаскиес», в сезоне 2003/2004 помог ей стать чемпионом NCAA, в команде играл вместе с Эмеке Окафором (2-номер драфта 2004 года). Сразу после окончания чемпионского сезона и за год до окончания обучения решил попробовать свои силы в НБА.

### «Чикаго Буллз» (2004—2009)

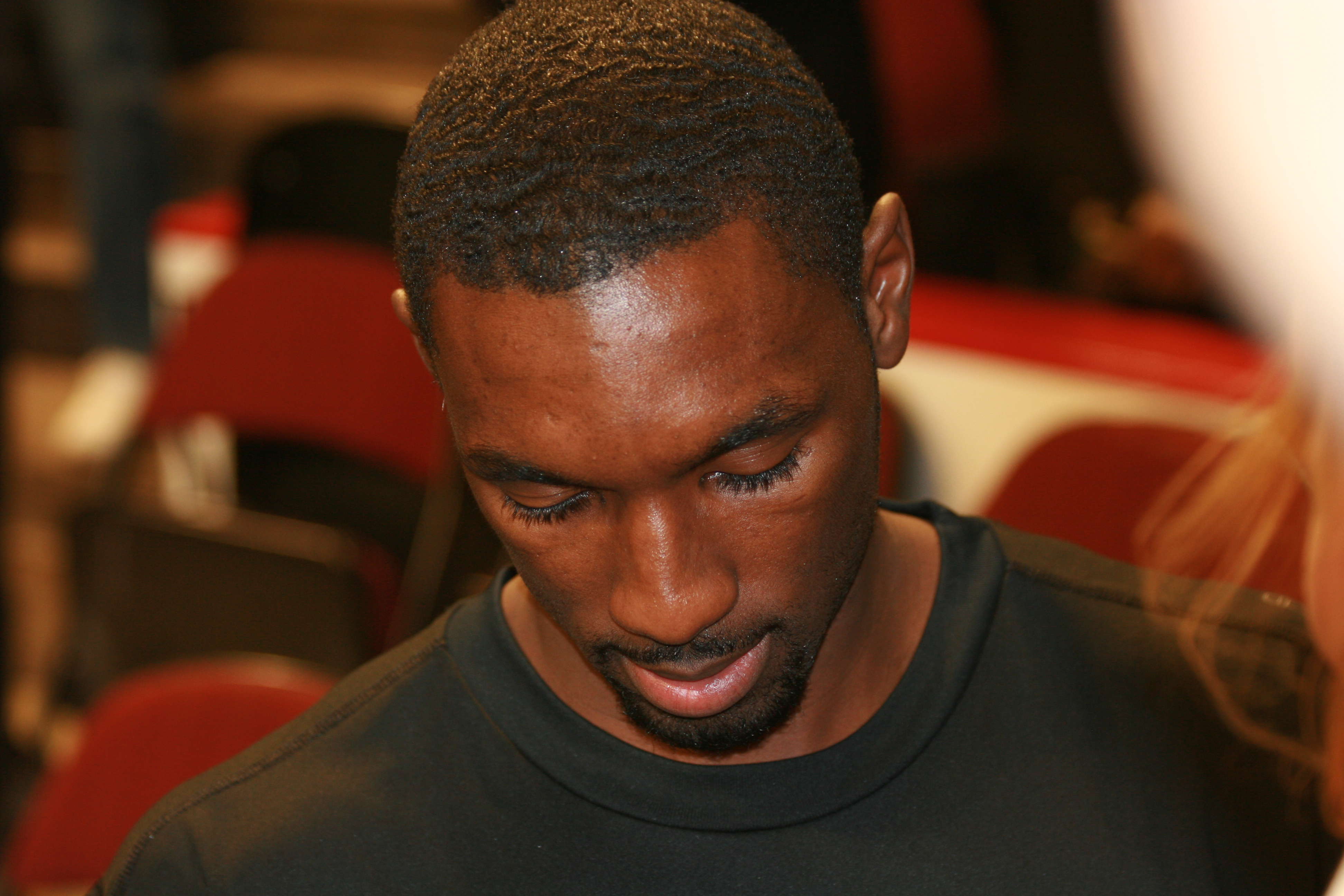
Автограф-сессия Бена Гордона перед игрой «Чикаго Буллз»

На драфте НБА 2004 года под третьим номером командой «Чикаго Буллз». Специалисты и болельщики сразу же сравнили Гордона с легендой НБА Майклом Джорданом, которого «Буллз» также выбрали под третьим номером ровно за 20 лет до этого драфта и который также играл на позиции атакующего защитника. В школе и колледже Бен Гордон выступал под номером 4, однако майка с таким номером «Чикаго Буллз» была выведена из обращения. 
Я носил № 4 всю свою карьеру, но Джерри Слоан имел этот номер до меня (номер был выведен в честь его заслуг перед командой), ничего с этим не поделаешь. Я просто соединил мой номер драфта и мой старый №4. Потому я ношу №7
.
В дебютном сезоне Гордон не стал игроком стартовой пятёрки, но с 15.1 очками в среднем за игру помог команде впервые после ухода Джордана выйти в плей-офф, был признан лучшим шестым игроком сезона в НБА и вошёл в первую сборную новичков. За первые четыре сезона в НБА Гордону так и не удавалось закрепить за собой место в основном составе команды, хотя он был одним из лидеров чикагцев по набранным очкам.
Летом 2008 года Гордон стал свободным агентом и говорил о своём возможном уходе из «Чикаго Буллз». В числе команд, с которыми, он вёл переговоры были даже клубы из Европы. Годом ранее «Буллз» предлагали ему пятилетний контракт на 50 миллионов долларов, но Гордон не стал его подписывать, мотивируя это тем, что он, являясь лучшим по результативности игроком команды, должен иметь самую высокую зарплату в команде. Тем не менее, так и не получив желаемого предложения, Гордон 2 октября 2008 года подписал с «Буллз» контракт ещё на один год, за который он получит 6.4 миллиона долларов.
В сезоне 2008/2009 Гордон вытеснил своего конкурента на позиции атакующего защитника, Ларри Хьюза, из стартовой пятёрки и впервые в профессиональной карьере стал игроком стартовой пятёрки на весь сезон. 27 декабря 2008 года Бен побил клубный рекорд «Буллз» по количеству реализованных за годы выступления в клубе трёхочковых бросков, который принадлежал Скотти Пиппену, 664 раза попавшему в кольцо из-за дуги.

### «Детройт Пистонс» (2009—2012)
Летом 2009 года Гордон стал свободным агентом, отвергнув предложенное «Буллз» продление контракта, и подписал соглашение с командой «Детройт Пистонс», рассчитанное на пять лет, за которые Гордон получит 55 миллионов долларов. Одновременно с Беном в «Пистонс» перешёл его партнёр по университетской команде, форвард Чарли Вильянуэва.
9 января 2010 года Бен Гордон навсегда вписал своё имя в историю НБА, в поединке против «Филадельфии» набрав 10-миллионное очко со дня основания лиги.

### «Шарлотт Бобкэтс» (2012—2014)
26 июня 2012 года Гордон вместе с первым пиком будущего выбора на драфте был обменян в «Шарлотт Бобкэтс» на Кори Маггетти.
28 ноября 2012 года Гордон набрал 20 очков в заключительной четверти матча против «Атланта Хокс». Это стало лучшим результатом в истории клуба, когда один игрок смог набрать такое количество очков за одну четверть.
2 марта 2014 года Гордон был отчислен «Бобкэтс».

### «Орландо Мэджик» (2014—2015)
11 июля 2014 года Гордон подписал двухлетний контракт с «Орландо Мэджик». 29 июля 2015 года он был отчислен «Мэджик».

### «Голден Стэйт Уорриорз» (2015)
28 сентября 2015 года Гордон подписал контракт с «Голден Стэйт Уорриорз». Однако, он был отчислен 14 октября 2015 года после предсезонных матчей.

### «Техас Лэджендс» (2017)
24 января 2017 года Гордон заключил контракт с клубом Д-Лиги «Техас Лэджендс». Дебют Бена Гордона за «Лэджендс» состоялся 27 января 2017 года. В матче против «Остин Сперс» Гордон набрал 14 очков, 6 передач, 6 подборов и 1 перехват.

### Сборная
Учась в старшей школе, Гордон играл за юниорскую сборную США на турнире имени Альберта Швейцера в Германии. Затем, уже в университете, представлял сборную США на Панамериканских играх 2003 года, где американцы заняли четвёртое место.
1 апреля 2008 года Гордон был включён в список игроков баскетбольной сборной Великобритании, гражданство которой он всё ещё сохраняет. В 2010 году Гордон сказал, что хочет представлять Великобританию на летних Олимпийских играх 2012 года в Лондоне. Однако, Гордон пропустил предолимпийский тренировочный лагерь сборной, проходивший в Хьюстоне. Позднее он сказал, что не смог быть с командой в силу того, что его обменяли из Детройта в Шарлотт.
22 июля 2016 года было объявлено, что Гордон попал в предварительный состав сборной Великобритании для игры в квалификационном раунде грядущего чемпионата Европы. Позднее Гордон вошел в окончательный состав сборной, чтобы сыграть в квалификации к Евробаскету-2017. В шести матчах средняя статистика Гордона составила 9,2 очка, 4,2 подбора и 3,3 передачи.

## Личная жизнь
В родном городе Гордона, Маунт-Верноне, проходит ежегодный «День Бена Гордона в парке», который спонсируется муниципалитетом и маунт-вернонским молодёжным клубом. Гордон курирует баскетбольный лагерь «Файв Стар Кемп» (англ. Five Star Camp). В колледже и в НБА Гордону дали прозвища «Чувственный Бен» (англ. Gentle Ben), а также «Мэдисон Сквер Гордон» (англ. Madison Square Gordon). У Гордона есть свой энергетический напиток «BG7», название которого составлено из инициалов и номера на майке.

## Статистика

### Статистика в НБА
| Сезон   | Команда | Регулярный сезон | Регулярный сезон | Регулярный сезон | Регулярный сезон | Регулярный сезон | Регулярный сезон | Регулярный сезон | Регулярный сезон | Регулярный сезон | Регулярный сезон | Регулярный сезон | Серия плей-офф | Серия плей-офф | Серия плей-офф | Серия плей-офф | Серия плей-офф | Серия плей-офф | Серия плей-офф | Серия плей-офф | Серия плей-офф | Серия плей-офф | Серия плей-офф |
| Сезон   | Команда | GP               | GS               | MPG              | FG%              | 3P%              | FT%              | RPG              | APG              | SPG              | BPG              | PPG              | GP             | GS             | MPG            | FG%            | 3P%            | FT%            | RPG            | APG            | SPG            | BPG            | PPG            |
| ------- | ------- | ---------------- | ---------------- | ---------------- | ---------------- | ---------------- | ---------------- | ---------------- | ---------------- | ---------------- | ---------------- | ---------------- | -------------- | -------------- | -------------- | -------------- | -------------- | -------------- | -------------- | -------------- | -------------- | -------------- | -------------- |
| 2004/05 | Чикаго  | 82               | 3                | 24,4             | 41,1             | 40,5             | 86,3             | 2,6              | 2,0              | 0,6              | 0,1              | 15,1             | 6              | 1              | 25,5           | 40,5           | 31,8           | 80,0           | 2,7            | 2,5            | 0,8            | 0,3            | 14,5           |
| 2005/06 | Чикаго  | 80               | 47               | 31,0             | 42,2             | 43,5             | 78,7             | 2,7              | 3,0              | 0,9              | 0,1              | 16,9             | 6              | 6              | 40,9           | 40,6           | 36,6           | 67,6           | 3,3            | 3,0            | 1,0            | 0,0            | 21,0           |
| 2006/07 | Чикаго  | 82               | 51               | 33,0             | 45,5             | 41,3             | 86,4             | 3,1              | 3,6              | 0,8              | 0,2              | 21,4             | 10             | 10             | 39,5           | 41,5           | 43,6           | 92,1           | 3,8            | 3,8            | 0,9            | 0,1            | 20,4           |
| 2007/08 | Чикаго  | 72               | 27               | 31,8             | 43,4             | 41,0             | 90,8             | 3,1              | 3,0              | 0,8              | 0,1              | 18,6             | Не участвовал  | Не участвовал  | Не участвовал  | Не участвовал  | Не участвовал  | Не участвовал  | Не участвовал  | Не участвовал  | Не участвовал  | Не участвовал  | Не участвовал  |
| 2008/09 | Чикаго  | 82               | 76               | 36,6             | 45,5             | 41,0             | 86,4             | 3,5              | 3,4              | 0,9              | 0,3              | 20,7             | 7              | 7              | 43,5           | 38,8           | 37,0           | 87,5           | 2,9            | 3,0            | 0,4            | 0,1            | 24,3           |
| 2009/10 | Детройт | 62               | 17               | 27,9             | 41,6             | 32,1             | 86,1             | 1,9              | 2,7              | 0,8              | 0,1              | 13,8             | Не участвовал  | Не участвовал  | Не участвовал  | Не участвовал  | Не участвовал  | Не участвовал  | Не участвовал  | Не участвовал  | Не участвовал  | Не участвовал  | Не участвовал  |
| 2010/11 | Детройт | 82               | 27               | 26,0             | 44,0             | 40,2             | 85,0             | 2,4              | 2,1              | 0,6              | 0,2              | 11,2             | Не участвовал  | Не участвовал  | Не участвовал  | Не участвовал  | Не участвовал  | Не участвовал  | Не участвовал  | Не участвовал  | Не участвовал  | Не участвовал  | Не участвовал  |
| 2011/12 | Детройт | 52               | 21               | 26,9             | 44,2             | 42,9             | 86,0             | 2,3              | 2,4              | 0,7              | 0,2              | 12,5             | Не участвовал  | Не участвовал  | Не участвовал  | Не участвовал  | Не участвовал  | Не участвовал  | Не участвовал  | Не участвовал  | Не участвовал  | Не участвовал  | Не участвовал  |
| 2012/13 | Шарлотт | 75               | 0                | 20,8             | 40,8             | 38,7             | 84,3             | 1,7              | 1,9              | 0,5              | 0,2              | 11,2             | Не участвовал  | Не участвовал  | Не участвовал  | Не участвовал  | Не участвовал  | Не участвовал  | Не участвовал  | Не участвовал  | Не участвовал  | Не участвовал  | Не участвовал  |
| 2013/14 | Шарлотт | 19               | 0                | 14,7             | 34,3             | 27,6             | 81,0             | 1,4              | 1,1              | 0,5              | 0,1              | 5,2              | Не участвовал  | Не участвовал  | Не участвовал  | Не участвовал  | Не участвовал  | Не участвовал  | Не участвовал  | Не участвовал  | Не участвовал  | Не участвовал  | Не участвовал  |
| 2014/15 | Орландо | 56               | 0                | 14,1             | 43,7             | 36,1             | 83,6             | 1,1              | 0,9              | 0,3              | 0,0              | 6,2              | Не участвовал  | Не участвовал  | Не участвовал  | Не участвовал  | Не участвовал  | Не участвовал  | Не участвовал  | Не участвовал  | Не участвовал  | Не участвовал  | Не участвовал  |
|         | Всего   | 744              | 269              | 27,4             | 43,2             | 40,1             | 85,7             | 2,5              | 2,5              | 0,7              | 0,2              | 14,9             | 29             | 24             | 37,9           | 40,3           | 38,4           | 84,0           | 3,2            | 3,2            | 0,8            | 0,1            | 20,2           |